# Medicago doliata
Medicago doliata é uma espécie de planta com flor pertencente à família Fabaceae. 
A autoridade científica da espécie é Carmign., tendo sido publicada em Giorn. Sci. Lett. Accad. Ital. Sci. 1: 48. 1818.

## Portugal
Trata-se de uma espécie presente no território português, nomeadamente em Portugal Continental.
Em termos de naturalidade é nativa da região atrás indicada.

## Protecção
Não se encontra protegida por legislação portuguesa ou da Comunidade Europeia.